# Schizomyia vitiscoryloides
Schizomyia vitiscoryloides är en tvåvingeart som först beskrevs av Alpheus Spring Packard 1869.  Schizomyia vitiscoryloides ingår i släktet Schizomyia och familjen gallmyggor. Inga underarter finns listade i Catalogue of Life.